# La Tchadienne
La Tchadienne este imnul național din Ciad.

## Versuri
Peuple Tchadien, debout et à l'ouvrage ! 

Tu as conquis la terre et ton droit ; 

Ta liberté naîtra de ton courage. 

Lève les yeux, l'avenir est à Toi.
Ô mon Pays, que Dieu te prenne en garde, 

Que tes voisins admirent tes enfants. 

Joyeux, pacifique, avance en chantant, 

Fidèle à tes anciens qui te regardent. 
Peuple Tchadien, debout et à l'ouvrage ! 

Tu as conquis la terre et ton droit ; 

Ta liberté naîtra de ton courage. 

Lève les yeux, l'avenir est à Toi.